# Blutrache

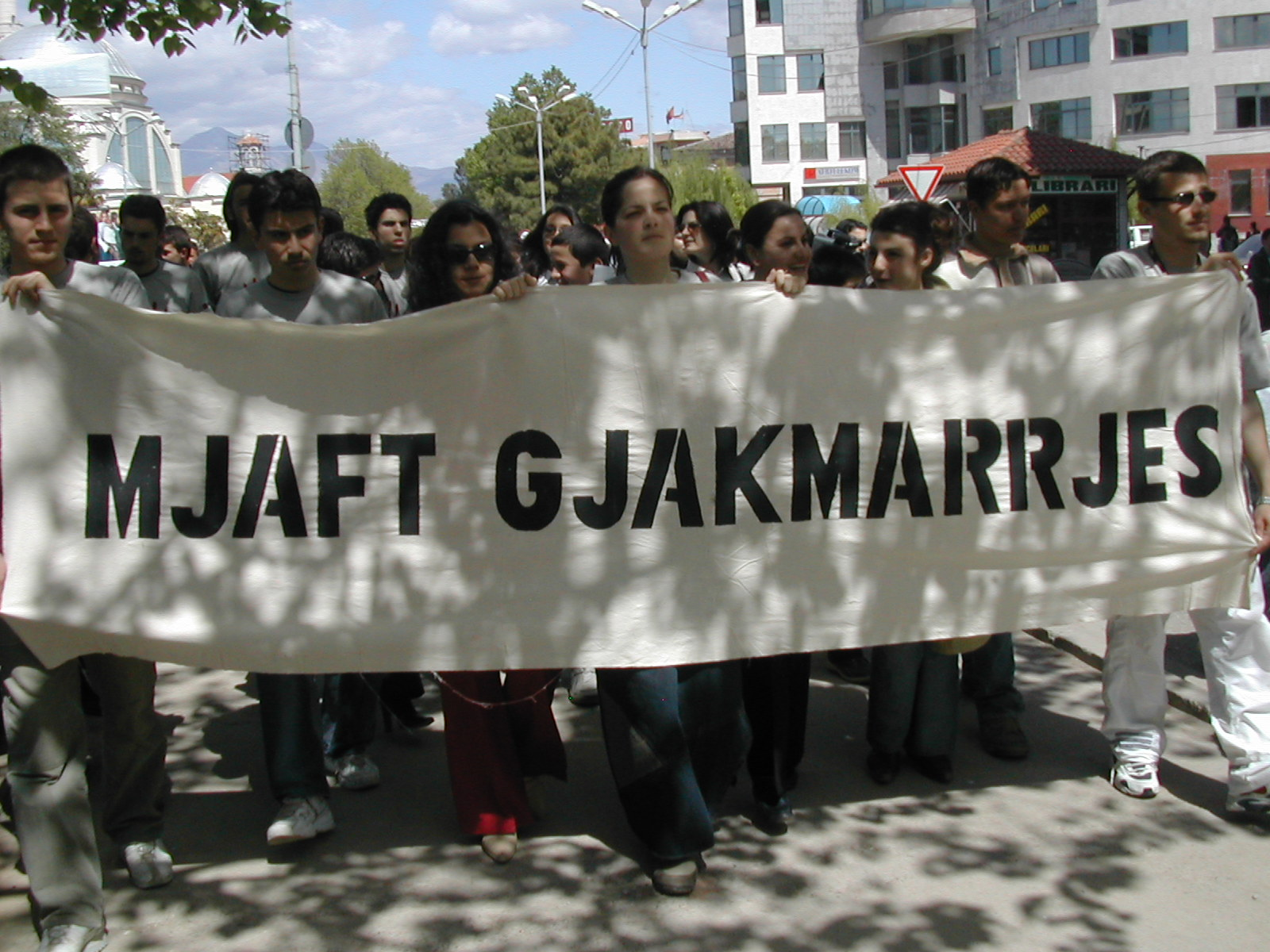
Demonstration der albanischen Nichtregierungsorganisation Mjaft! gegen die Blutrache. Auf dem Transparent steht Genug der Blutrache

Die Blutrache, Blutfehde oder Vendetta ist eine alte Form der privaten Vergeltung, die meist die Familienehre durch die Tötung eines Kontrahenten wiederherstellen soll. Sie erfolgt nur nach starken Ehrverletzungen wie der Tötung, denen innerhalb der Fehde kein anderer Schadensausgleich mehr gerecht wird. Unter Familie wird dabei mancherorts nicht nur die biologische Verwandtschaft verstanden, sondern auch ein Clan oder ein krimineller Zusammenschluss. Ein Ausgestoßener, für den sein Clan keine Blutrache üben würde, ist in diesem System schutzlos.
Blutrache ist keine willkürliche Vergeltung, sondern folgt meistens strengen gewohnheitsrechtlichen Regeln. Die Verweigerung führt meist zu sozialer Ächtung bis hin zum gesellschaftlichen Tod, weswegen sich Kettentötungen einer Blutrache über Jahrzehnte hinziehen und zur völligen Auslöschung der Parteien führen können.
In Süditalien wird die Blutrache als vendetta bezeichnet, im serbisch-montenegrinischen Raum als krvna osveta. In Nordalbanien regelt der Kanun (traditionelles Gewohnheitsrecht) die Blutrache.

## Archaische Wurzeln
Die Blutrache ist ein wesentliches Element vieler archaischer Gewohnheitsrechts-Ordnungen auf der ganzen Welt. Theoretisch gilt hierbei das Talionsprinzip: Es weist das Opfer oder seine Vertreter an, dem Täter „Gleiches mit Gleichem“ zu vergelten beziehungsweise dessen Vergehen zu sühnen („Wie du mir, so ich dir“). Der Ehrenkodex der Blutrache verlangt aber auch, nicht „ein Mehr“ heimzuzahlen. Durch den Tod des Mörders sollte der Konflikt beendet werden. Dabei ist es nicht unüblich, dass beide Familien unter Hinzuziehung eines Schlichters oder eines Richters in einem Treffen das Vorgehen abklären. Allerdings gibt es auch Berichte von Blutrache, die sich über viele Jahre und sogar Generationen hinzieht.
In der Tradition verschiedener Völker ist die Strafe dagegen oftmals schlimmer als das vorangegangene Verbrechen. Die Blutrache kann dann zu langen, blutigen Auseinandersetzungen führen, wenn, da die bestrafte Familie meist Rache für die Strafe nimmt, die andere Familie wiederum dafür Rache nimmt.
Die erste, mit Einschränkungen verknüpfte Erlaubnis zur Blutrache findet sich bereits in verschiedenen babylonischen Gesetzessammlungen (ca. 2000 v. Chr.) wie dem Codex Hammurapi und dem Codex Eschnunna (ca. 3000 v. Chr.)
Textbeispiel aus dem Codex Hammurapi:
„§196 Wenn ein Bürger ein Auge eines (anderen) Bürgers zerstört, soll man ihm ein Auge zerstören.“
Für Palastangehörige wird allerdings keine Metapher gewählt, sondern ein genauer Preis festgesetzt:
„§198 Wenn er ein Auge eines Palastangehörigen zerstört oder einen Knochen eines Palastangehörigen bricht, so soll er eine Mine Silber zahlen.“
Im Koran wird die Blutrache im Gerichtsverfahren Qisās geregelt.
Zu Blutrache und Vergeltung in der Bibel siehe Auge für Auge.

## Vorkommen im Mittelalter
Im Mittelalter war die Blutrache ein Mittel der Rechtsdurchsetzung und ist als solches im deutschsprachigen Raum bis ins 17. Jahrhundert tatsächlich in Gebrauch. Die Blutrache ist von der Fehde verschieden und wird durch Totschlag oder tödliche Beleidigung ausgelöst: „Der Betroffene sucht für das ihm durch eine Beleidigung oder seinem nächsten Verwandten oder Freunde durch Totschlag angetane Unrecht nach Besserung und erstrebt den Ausgleich des Schadens.“ Ein Talionsprinzip habe bei der Anwendung der Blutrache keine Anwendung gefunden, vielmehr habe die Rache nicht nur dem Täter gegolten, sondern auch seinen Angehörigen und Freunden. In Straßburg wurden z. B. im Jahr 1374 bzw. 1375 für drei Tote der einen Seite acht Männer der Gegenseite getötet.

## Vorkommen in der Neuzeit
Das neuzeitliche Vorkommen der Blutrache ist nicht fest an bestimmte Gebiete gebunden. Auf dem Balkan, in Griechenland auf Kreta und in Mani (Peloponnes), in Albanien und in einigen Ländern Ex-Jugoslawiens wie in Bosnien und Herzegowina, Serbien und Montenegro (vermehrt im Sandžak, der Grenzregion dieser beider Länder) sowie im Kosovo, in Teilen der Türkei (zentrale Gebiete um Ankara, Sereflikochisar, Aksaray und östlichen Regionen), wo die Blutrache kan davası („Blutstreit“) genannt wird, und bei gewissen Völkern des Nordkaukasus wie Tschetschenen und Osseten wird die Blutrache zum Teil noch heute praktiziert. Das Clansystem der Somali in Nordostafrika beinhaltet ebenfalls Blutrache-Elemente.
Vendetta ist der italienische Begriff für Blutrache. Sie ist die in Süditalien vorkommende Variante des Talions, so in Sizilien, in Kalabrien und auf Sardinien (als Vindicau). Auch im französischen Korsika ist dieser Begriff das Synonym für die bis ins 19. Jahrhundert belegte Blutrache.
In Albanien wird die Blutrache mit Gjakmarrja bezeichnet. In den 1990er Jahren war insbesondere Nordalbanien wegen Blutrache und Ehrenmorden in die Schlagzeilen geraten. Die Täter halten sich aber meist nicht mehr an die detaillierten Vorschriften des mündlich überlieferten Gewohnheitsrechts Kanun, das nebst vielem anderen die Blutrache im Detail regelte. Das Nationale Versöhnungskomitee und andere Vermittler versuchen, zwischen den Familien zu schlichten. In den Jahren 2004 bis 2006 wurden im nordalbanischen, am stärksten betroffenen Gebiet Qark Shkodra nur noch ein oder zwei Blutrache-Morde pro Jahr registriert, jedoch müssen die amtlichen Zahlen in Frage gestellt werden. Nach wie vor verstecken sich noch viele Menschen – insbesondere auch Kinder, die nach Kanun nicht von der Blutrache bedroht sind – seit Jahren in ihren Häusern, weil sie nur dort sicher sind. Viele Andere flohen ins Ausland. Die Zahl dieser Familien „im Blut“ betrug nach Angaben des albanischen Armeeobersten Xhavit Shala im Jahr 2001 etwa 2500. Die Fälle sind, auch durch Binnenmigration bedingt, über das ganze Land verteilt.
In Griechenland ist der Begriff gdikiomos (Γδικιωμός) für Rache oder auch Venteta (Βεντέτα) geläufig.
Blutrache und rechtsstaatliche Gesetzgebung sind nicht vereinbar. In den betroffenen Ländern sind zum Teil Menschen von Blutrache bedroht, obwohl sie von ordentlichen Gerichten zu Strafen verurteilt worden sind. Migranten aus Gebieten, in denen Blutrache vorkommt, bringen manchmal auch ihre Vorstellung von Ehrgefühl mit, so dass es auch in Westeuropa zu verschiedenen Blutrache-Fällen kam. Westliche Gerichte beurteilen diese Selbstjustiz in der Regel als Mord oder Totschlag. Am 1. Juli 2002 kam es bei Überlingen aufgrund mehrerer unglücklicher Faktoren zu einem Flugzeugabsturz. Der zu jener Zeit diensthabende Fluglotse Peter Nielsen wurde am 24. Februar 2004 von Witali Kalojew erstochen, der bei dem Unglück seine Frau und Kinder verloren hatte. Kalojew bezeichnete diesen Mord selbst nicht als Blutrache, sondern lediglich als Bestrafung des Fluglotsen. Jedoch wurde er nach seiner Haft in seiner Heimat Nordossetien als Held der Blutrache gefeiert. Danach war er stellvertretender Bauminister in Nordossetien.
Der Rido ist eine vor allem in Mindanao, Philippinen, vorkommende Blutfehde zwischen Familienklans. Dieser sieht vor, dass an einer Person Blutrache verübt wird, wenn diese die Ehre einer Familie verletzt oder ein Mitglied einer Familie ermordet hat. Ein Beispiel ist das international in den Medien hervorgetretene Massaker in Maguindanao 2009.
Zwischen 1930 und 2005 wurden 1266 Fälle von Rido dokumentiert, bei denen über 5500 Menschen ums Leben kamen. Gemessen an Fallzahlen sind die vier Provinzen Lanao del Sur mit 377, Maguindanao mit 218, Lanao del Norte mit 164 und Sulu mit 145 Fällen am stärksten betroffen. Sie machen insgesamt 71 % aller bekannt gewordenen Fälle in dem Zusammenhang aus. In den Jahren 2002 bis 2004 wurde ein Anstieg der Taten um 50 % verzeichnet. 64 % der Fälle blieben ungelöst.

## Dichtung und Romane
Blutrache fand insbesondere in neuerer Zeit immer wieder Eingang in die Literatur:
- Eine der bedeutendsten europäischen Blutracheerzählungen ist die isländische Saga der Leute aus dem Lachswassertal.
- Ismail Kadare: Der zerrissene April. Amman, Zürich 2001, ISBN 3-250-60040-7.
- Ioanna Karystiani: Schattenhochzeit. Aus dem Griechischen von Michaela Prinzinger. Suhrkamp, Frankfurt 2003, ISBN 3-518-45702-0.
- Peter Zihlmann: Blutrache in Basel – Eine Mutter im Banne archaischer Traditionen. Orell Füssli, Zürich 2007, ISBN 3-280-06084-2.
- Gabriel García Márquez: Chronik eines angekündigten Todes.
- Prosper Mérimée: Colomba. Reclam, Ditzingen. ISBN 978-3-15-001244-4.